# Federazione calcistica del Turkmenistan
La Federazione calcistica del Turkmenistan (in turkmeno Türkmenistanyň Futbol Federasiýasy, in inglese Football Federation of Turkmenistan, acronimo TFF) è l'ente che governa il calcio in Turkmenistan.
Fondata nel 1992, si affiliò alla FIFA e all'AFC nel 1994. Ha sede nella capitale Aşgabat e controlla il campionato nazionale, la coppa nazionale e la Nazionale del paese.